# L'Appel (film, 1974)
Pour plus de détails, voir Fiche technique et Distribution.
L'Appel est un film français réalisé par Tilda Thamar, sorti en 1974.

## Fiche technique
- Titre : L'Appel
- Réalisation : Tilda Thamar
- Scénario : Alejo Vidal Quadras, Michel Lemoine et Tilda Thamar
- Dialogues : Michel Lemoine
- Photographie : Michel Rocca
- Montage : Bob Wade
- Musique : Guy Bonnet
- Société de production : Carmina Films
- Pays d'origine :  France
- Durée : 92 minutes
- Date de sortie : France, 29 mai 1974

## Distribution
- Tilda Thamar
- Michel Lemoine
- Jürgen Drews
- Mara Heidrich
- Angelo Bassi
- Georges Gauthier
- Lucien Minoret
- Donatello
- Lucien Tessarollo